# Malasartes e o Duelo com a Morte
Malasartes e o Duelo com a Morte é um filme de aventura e fantasia brasileiro de 2017 dirigido e escrito por Paulo Morelli. Inspirado nas histórias de Pedro Malasartes, o filme traz Jesuíta Barbosa no papel-título, um personagem que vive de pequenas trapaças e está presente nos folclores português e brasileiro. O elenco do filme conta ainda com Isis Valverde, Júlio Andrade, Leandro Hassum, Milhem Cortaz e Vera Holtz nos demais papeis principais.
Malasartes e o Duelo com a Morte foi lançado nos cinemas do Brasil em 10 de agosto de 2017 pela Downtown e Paris Filmes. O filme alcançou um público de cerca de 114 mil espectadores, gerando uma receita de R$ 1,5 milhão, não suprindo as expectativas de bilheteria. Malasartes foi recebido com avaliações mistas por parte da crítica especializada, que em geral elogiou o desempenho carismático de Jesuíta Barbosa no papel protagonista e os efeitos visuais, no entanto apontaram que a obra não atingiu o potencial que tinha.
Na 17ª cerimônia de entrega do Grande Otelo, prêmio da Academia Brasileira de Cinema, o filme foi laureado com o prêmio de Melhor Efeitos Visuais para Ricardo Bardal, além de ter recebido indicações nas categorias de Melhor Filme de Comédia, Melhor Ator para Jesuíta Barbosa, Melhor Maquiagem e Melhor Trilha Sonora. Bardal também foi premiado na categoria de Efeitos Visuais pelo Prêmio Guarani de Cinema. O filme foi transformado em minissérie de três episódios exibidos pela TV Globo em dezembro de 2017.

## Enredo
No interior do Brasil, o malandro Pedro Malasartes (Jesuíta Barbosa) vive de pequenas trapaças e está sempre se safando das situações, mesmo as criadas por ele. Mas terá que enfrentar dois grandes inimigos: o temido Próspero (Milhem Cortaz), que fará de tudo para impedir que sua irmã Áurea (Isis Valverde) namore um sujeito como ele, e a própria Morte encarnada (Júlio Andrade), que quer tirar férias e enganar Malasartes. Ele ainda terá que lidar com a bruxa Cortadeira (Vera Holtz), que é responsável por tecer os fios da vida, e Esculápio (Leandro Hassum), o atrapalhado assistente da Morte. Agora, com personagens deste e do outro mundo se unindo contra ele, Malasartes terá que usar de toda a sua esperteza para sair ileso dessa confusão.

## Elenco
- Jesuíta Barbosa como Pedro Malasartes
- Isis Valverde como Áurea
- Júlio Andrade como A Morte
- Leandro Hassum como Esculápio
- Vera Holtz como Parca Cortadeira
- Augusto Madeira como Zé Candinho (José Cândido Voltaire)
- Milhem Cortaz como Próspero
- Luciana Paes como Tecelã
- Julia Ianina como Fiandeira
- Giovanna Gold como Mãe do Malasartes
- Titina Medeiros como Dona de casa (a "Muié" infiel do enganado)
- Filipe Vidal como Marido ingênuo (o enganado)
- Douglas Silva como Baco, o "Dono do Bar"

## Produção
Originalmente concebido como roteiro para uma série de televisão no final dos anos 1980, o projeto foi arquivado devido à falta de tecnologia na época. Posteriormente, a história foi adaptada e lançada como filme em 2017. Destacando-se como o filme brasileiro com maior quantidade de efeitos especiais na história, até então, quase metade da produção contou com o auxílio da computação. Cerca de R$ 4,5 milhões dos R$ 9,5 milhões de orçamento total foram destinados aos efeitos especiais. As filmagens ocorreram em 2015, abrangendo locações em Jaguariúna, no interior de São Paulo, e nos estúdios da produtora O2 Filmes, na capital paulista. A conclusão do filme exigiu dois anos de pós-produção, envolvendo mais de 100 profissionais.
Leandro Hassum e Vera Holtz desempenham os papéis do assistente da Morte e de uma bruxa responsável por tecer os "fios da vida", sendo dois dos personagens que mais interagem com a computação gráfica no filme e que protagonizaram situações cômicas durante as filmagens com o uso de chroma key. Holtz compartilha que o cenário era desafiador, escorregadio, enquanto Hassum destaca a superação inicial das dificuldades, afirmando que, uma vez que o ator se adapta ao ambiente, tudo flui mais naturalmente.

## Lançamento
Malasartes e o Duelo com a Morte foi lançado nos cinemas do Brasil em 10 de agosto de 2017 pela Downtown e Paris Filmes. Ao todo, o filme foi distribuído em 352 salas de cinema espalhadas pelo território nacional. O filme teve um público estimado em 114.382 espectadores. Ao fim de sua exibição, o filme teve uma renda bruta de R$ 1.540.238,22, ocupando a 21ª posição no ranking de público de filmes nacionais lançados em 2017. A tabela abaixo contempla a distribuição de ingressos nos dois primeiros finais de semana de lançamento nos cinemas brasileiros.[carece de fontes?]
| BILHETERIA NO BRASIL      | BILHETERIA NO BRASIL | BILHETERIA NO BRASIL |
| ------------------------- | -------------------- | -------------------- |
| Data                      | Ingressos            | Total                |
| 11 a 13 de agosto de 2017 | 50.755               | 99.936               |
| 18 a 20 de agosto de 2017 | 14.435               | 99.936               |

## Recepção

### Resposta da crítica

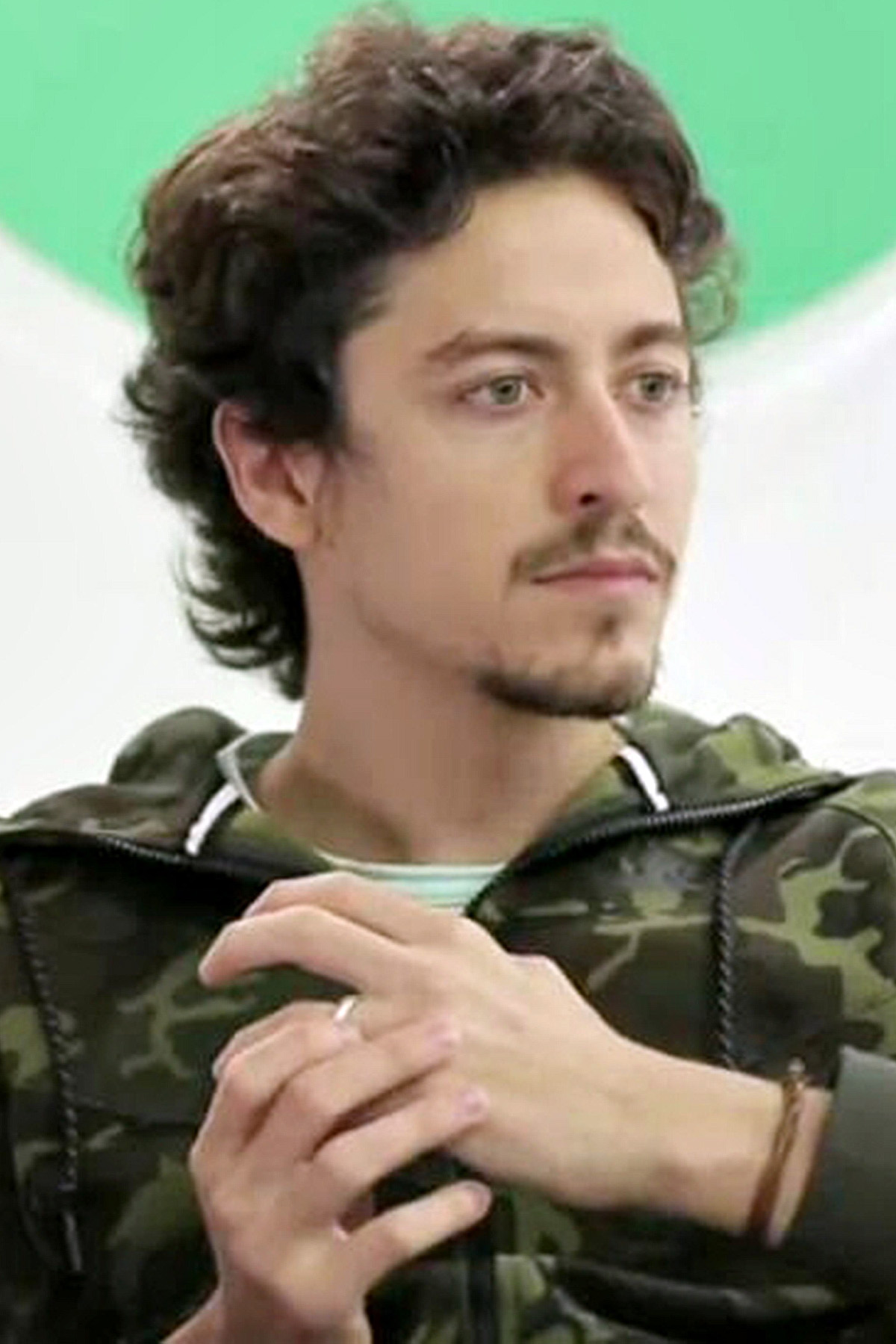
A performance de Jesuíta Barbosa como Malasartes gerou aclamação da crítica e indicação ao Grande Otelo de Melhor Ator pela Academia de Cinema.

Malasartes e o Duelo com a Morte gerou críticas positivas e mistas em geral por parte dos críticos especializados. Escrevendo para o website AdoroCinema, Francisco Russo pontua que apesar das oscilações entre os mundos real e fantástico, Malasartes oferece um entretenimento agradável, proporcionando momentos memoráveis. Isso se deve em grande parte à qualidade do elenco, especialmente à habilidade de Jesuíta Barbosa em alternar expressões faciais rapidamente, contribuindo significativamente para a construção do personagem que precisa equilibrar ingenuidade e esperteza. Por outro lado, há uma caracterização excessivamente infantil de Leandro Hassum e uma didática exagerada, evidenciada pela repetição constante do mantra em torno do duelo entre Malasartes e a Morte. Para Russo, apesar de não atingir todo o potencial devido a excessos visuais que afetam a coesão, o filme é considerado uma obra sólida, que valida a possibilidade de um cinema comercial no Brasil baseado na cultura popular, independente de contar com figuras conhecidas da televisão ou da música.
O crítico Pablo Bazarello, em sua resenha para o website CinePOP, escreveu que a obra é um filme de natureza doce e inocente, aparentemente imune às adversidades do mundo. Para ele, o filme parece habitar um universo à parte, sem adotar o tom mais cáustico presente, por exemplo, nas obras mencionadas de Suassuna ou nos primeiros filmes dos Trapalhões (que, ao longo do tempo, passaram a adotar uma abordagem mais politicamente correta). Bazarello conclui que Malasartes é pura ingenuidade, destinado a toda a família e quase se aproximando do gênero infantil. É uma produção adequada para os dias atuais, na qual se pode tranquilamente levar os filhos pequenos sem restrições de idade. As únicas nuances mais astutas presentes na persona do protagonista são os olhares e paqueras que ele tenta com a morena que aparece sempre nos momentos inoportunos.
Bazarello também pontua que os efeitos especiais são um destaque e parecem ser o ponto forte do filme. Sem dúvida, representa uma conquista para o cinema nacional, ao criar pela primeira vez algo dentro dos padrões e impulsionar o cinema de gênero, abrindo a possibilidade de sua aplicação em outros tipos de filmes. É verdadeiramente impressionante, especialmente a representação do além-mundo, com as velas que contam os anos de vida de cada pessoa na Terra.
João Victor Barros, escrevendo para o site Cinema com Rapadura, aponta que o filme apresenta conceitos que poderiam ter sido melhor explorados, porém, acabam se perdendo no roteiro, prejudicando também o desempenho do talentoso elenco. A obra adquire uma atmosfera excessivamente novela, talvez encontrando uma melhor ressonância na televisão, como evidenciado ao tornar-se uma minissérie em três capítulos. Apesar de contar com potencial para se tornar um notável filme nacional e popular, acaba seguindo uma fórmula convencional demais no cenário cinematográfico brasileiro. No duelo com a morte, o tédio emerge como vencedor.

### Prêmios e indicações
| Ano  | Associações                         | Categoria                             | Recipiente(s)                    | Resultado | Ref.   |
| ---- | ----------------------------------- | ------------------------------------- | -------------------------------- | --------- | ------ |
| 2018 | Festival Sesc Melhores Filmes       | Melhor Filme                          | Malasartes e o Duelo com a Morte | Indicado  | [ 11 ] |
| 2018 | Festival Sesc Melhores Filmes       | Melhor Direção                        | Paulo Morelli                    | Indicado  | [ 11 ] |
| 2018 | Festival Sesc Melhores Filmes       | Melhor Roteiro                        | Paulo Morelli                    | Indicado  | [ 11 ] |
| 2018 | Festival Sesc Melhores Filmes       | Melhor Ator                           | Jesuíta Barbosa                  | Indicado  | [ 11 ] |
| 2018 | Festival Sesc Melhores Filmes       | Melhor Ator                           | Júlio Andrade                    | Indicado  | [ 11 ] |
| 2018 | Festival Sesc Melhores Filmes       | Melhor Ator                           | Leandro Hassum                   | Indicado  | [ 11 ] |
| 2018 | Festival Sesc Melhores Filmes       | Melhor Atriz                          | Ísis Valverde                    | Indicado  | [ 11 ] |
| 2018 | Festival Sesc Melhores Filmes       | Melhor Fotografia                     | Adrian Teijido                   | Indicado  | [ 11 ] |
| 2018 | Grande Prêmio do Cinema Brasileiro  | Melhor Filme de Comédia               | Malasartes e o Duelo com a Morte | Indicado  | [ 12 ] |
| 2018 | Grande Prêmio do Cinema Brasileiro  | Melhor Ator                           | Jesuíta Barbosa                  | Indicado  | [ 12 ] |
| 2018 | Grande Prêmio do Cinema Brasileiro  | Melhor Maquiagem                      | Anna Van Steen                   | Indicado  | [ 12 ] |
| 2018 | Grande Prêmio do Cinema Brasileiro  | Melhor Efeitos Visuais                | Ricardo Bardal                   | Venceu    | [ 12 ] |
| 2018 | Grande Prêmio do Cinema Brasileiro  | Melhor Trilha Sonora                  | Beto Villares                    | Indicado  | [ 12 ] |
| 2018 | Prêmio ABC de Cinematografia        | Melhor Direção de Arte                | Tulé Peak                        | Indicado  |        |
| 2018 | Prêmio Guarani de Cinema            | Melhor Figurino                       | Marlene Moura                    | Indicado  | [ 13 ] |
| 2018 | Prêmio Guarani de Cinema            | Melhor Efeitos Visuais                | Ricardo Bardal                   | Venceu    | [ 13 ] |
| 2018 | Prêmio Guarani de Cinema            | Melhor Direção de Arte                | Tulé Peak                        | Indicado  | [ 13 ] |
| 2018 | Prêmio Fiesp/Sesi-SP de Cinema e TV | Melhor Série de Ficção para TV Aberta | Malasartes e o Duelo com a Morte | Venceu    | [ 14 ] |
| 2018 | Prêmio Fiesp/Sesi-SP de Cinema e TV | Melhor Ator de Série                  | Jesuíta Barbosa                  | Venceu    | [ 14 ] |
| 2018 | Prêmio Fiesp/Sesi-SP de Cinema e TV | Melhor Atrz de Série                  | Ísis Valverde                    | Indicado  | [ 15 ] |

## Série de TV
O filme foi transformado em minissérie pela TV Globo e exibido como especial de fim de ano entre 26 e 28 de dezembro de 2017.

### Audiência
Em seu primeiro dia de exibição na TV Aberta, a minissérie marcou 28,2 pontos de audiência na Grande São Paulo. Sendo líder isolado de Audiência em todo Brasil. Um resultado 50% melhor do que o registrado pela série Cidade Proibida, que teve média de 19 pontos ao longo da temporada.
| Data     | Média       |
| -------- | ----------- |
| 26/12/17 | 28.2 pontos |
| 27/12/17 | 29.1 pontos |
| 28/12/17 | 27.4 pontos |